# Jean-Paul Perusse
Jean-Paul Perusse est un ancien pilote de rallyes québécois. 

## Biographie
Il commença à s'intéresser aux compétitions de rallyes en 1964, alors qu'il faisait des études d'ingénieur à l'École polytechnique de Montréal. Un documentaire de l'Office national du Film (ONF) sur le Rallye des Neiges, alors une aventure de 24 heures sur les routes de campagne glacée du Québec, lui donna la piqûre. Avec un confrère, Conrad Alder, il prépare une VW Beetle et participe au Rallye des Neiges en 1965.
Sa première participation d'importance fut lors du Shell 4000 Rally sur une VW avec sa sœur Monique comme copilote en 1968. Partant de Calgary, l'arrivée était prévue quatre jours plus tard à Halifax. Lors du premier arrêt à Régina, alors qu'il était troisième dans sa catégorie, ils ont oublié d'avancer leur montre d'une heure ! Parti avec 40 minutes de retard, JP sortit de route 50 kilomètres plus loin.
Il fut le premier double-Champion des Rallyes du Canada québécois consécutif, en 1975 et 1976, sur Fiat 128 (Fiat étant également double Champion des Marques canadien - copilote John Bellefleur, ce dernier devenant par la suite celui de Rod Millen, à la fin des années 1970).
En 1972, 1973, 1974, et 1976 (J.Buffum alors 2e), il remporte le Canadian Winter Rally, à 4 reprises en 5 ans, toujours sur Fiat 128 (1972 étant sa toute première saison avec cette voiture). 
En 1975, il finit 1er du Rallye Perce-neige du championnat canadien.
1977 le voit prendre le volant d'une Saab, puis en 1979 il conduit une Triumph TR7 de British Leyland, avant de revenir sur Saab.
En 1979, il finit 5e au Critérium du Québec et fut l'un des seuls Québécois et Canadiens à avoir remporté une étape spéciale d'un rallye comptant pour le championnat du monde.
Seul Québécois à avoir participé au RAC, rallye de trois jours en Angleterre comptant pour le championnat du monde, sur Saab en 1978 avec John Bellefleur. Il gagne le prix de la première équipe de trois voitures, avec Stig Blomqvist (champion du monde en 1984) et Per Eklund (champion européen de rallycross). Blomqvist et Eklund conduisaient une Saab Groupe 4 (350CV) et JP, un groupe 2 (200 cv). JP finit 29e (250 participants) mais, sans une erreur de navigation, aurait été 9e.
En 1981, il gagne le Sno*Drift Rally SCCA PRORally (US), sur Peugeot 504 (copilote Louis Bélanger).
Après une pause pour participer uniquement à des compétitions sur glace, il devient en 1987 Champion d'Amérique du Nord des voitures du Groupe A classe FIA (2RM) sur Volkswagen Golf GTI, grâce à son ami John Buffum, ce dernier l'ayant convaincu de reprendre les compétitions de rallyes.
Au début des années 1990, il reprend de nouveau les seules courses sur glace, remportant alors deux Championnats du Québec de la spécialité.
En 2001, Perusse revient en rallyes au volant de son ancienne Golf GTI, parvenant ainsi à terminer encore 6e du rallye Perce-neige en 2002, et 1er de sa classe.

## Palmarès
- Champion canadien 1975 et 1976 : Canadian Rally Championship

- Champion nord-américain 1987, groupe A: http://www.rallyracingnews.com/narc-awards.html

- Intronisé au Canadian Motorsport Hall of Fame en 2004: http://cmhf.ca/jean-paul-perusse/

## Distinctions
- 5e Grand Maître des Rallyes du Canada (3860 pts (>2000));
- Pilote introduit au Canadian Motorsport Hall of Fame en 2004;
- Pilote ayant donné son nom au Trophée Jean-Paul Perusse du Rallye Sport Québec, qui récompense chaque année, au XXIe siècle, un événement important du monde des rallyes lié à la province de Québec (pilote, voiture, rallye, ou dirigeant).